# Griechisch-orthodoxe Kathedrale Evangelismos

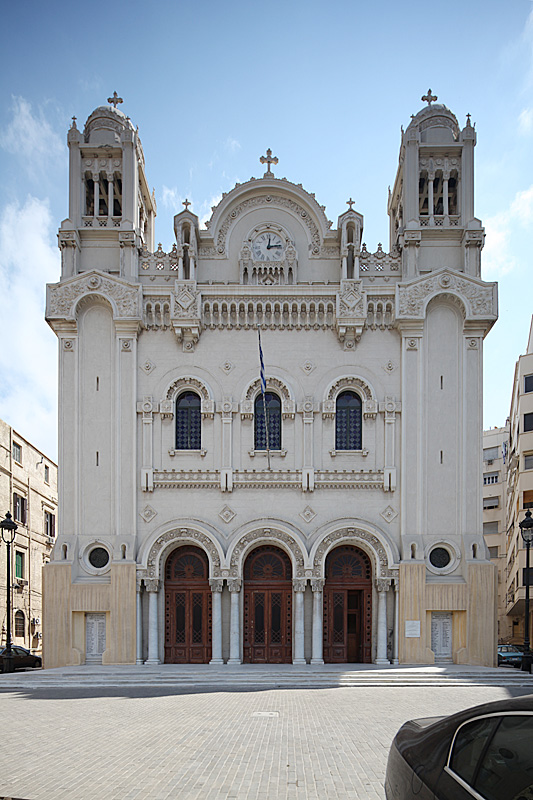
Fassade der Kathedrale

Die Kathedrale der Verkündigung Mariä (griechisch Evangelismós) ist eine griechisch-orthodoxe Kathedralkirche in der Nähe des Tahrir-Platzes in Alexandria und wurde von 1844 bis 1856 im Stil der Neogotik erbaut. Die Pläne lieferte der italienische Architekt Luigi Storari (demnach betrug die Bauzeit 1847 bis 1856).

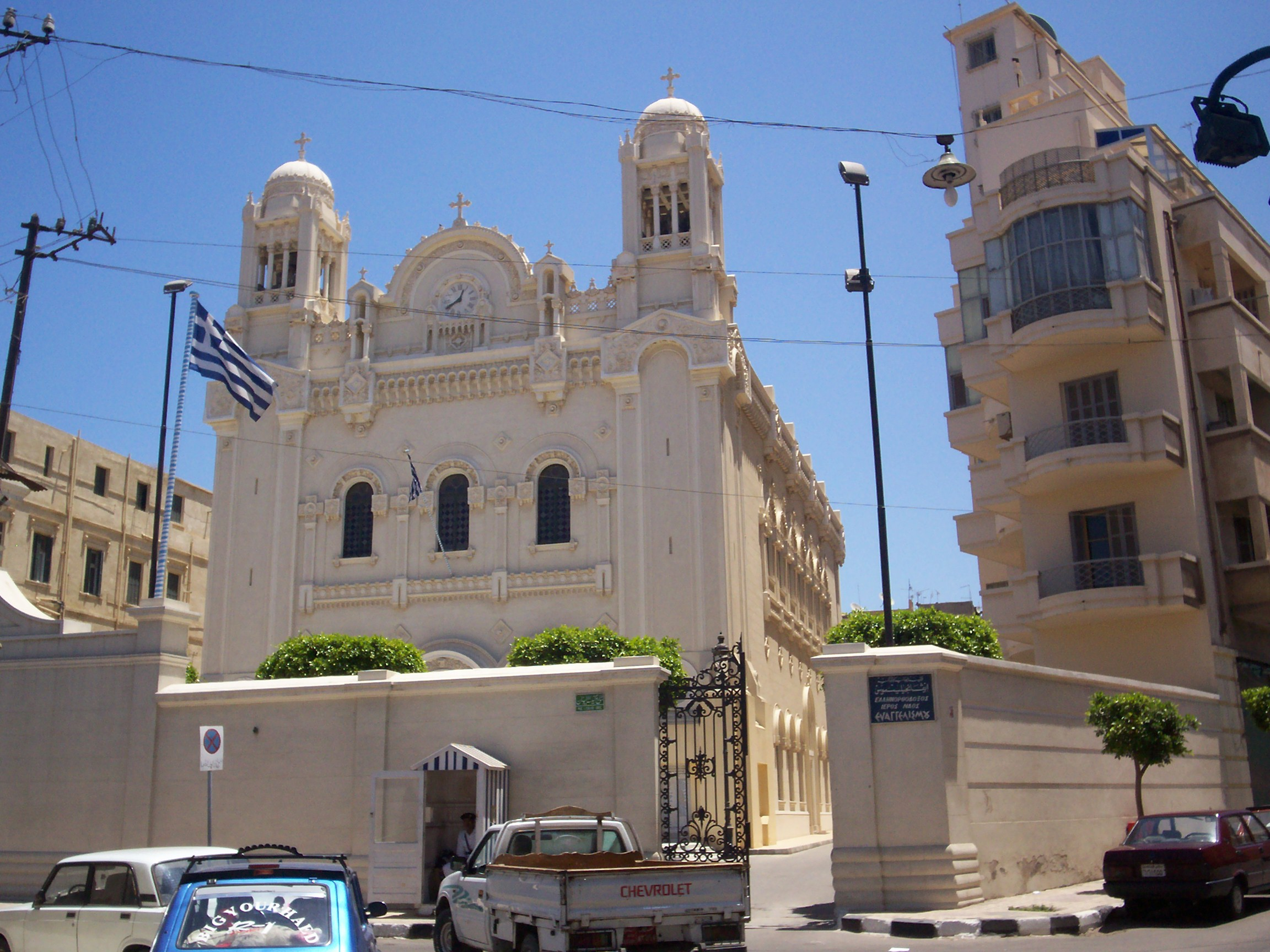
Fassade
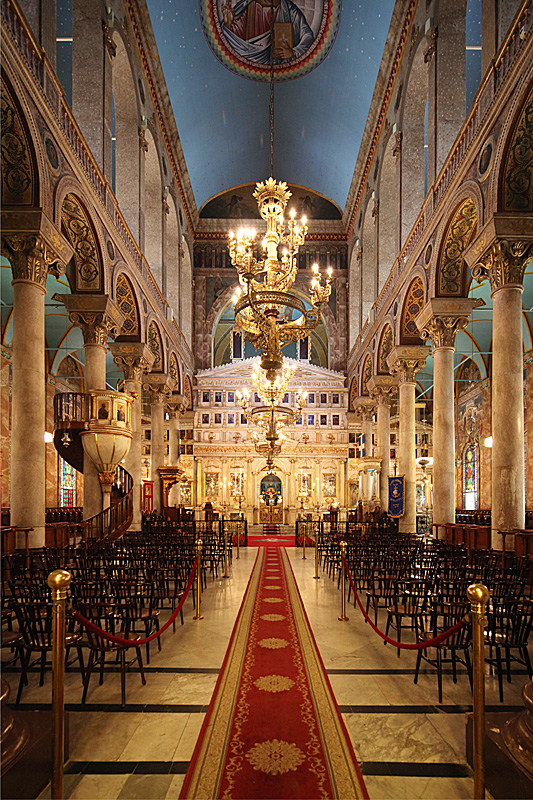
Mittleres Kirchenschiff
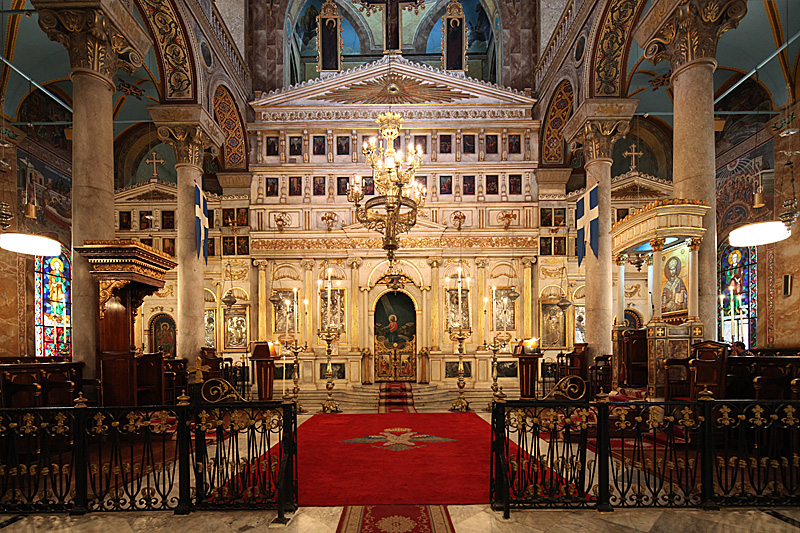
Ikonostase